# Herger
Herger, névváltozatok: Kerling; idősebb Spervogel; Spervogel Anonymus (1150 körül – 1180 körül) középfelnémet vándorköltő.
Közrendi származású volt. Moralizáló, gyakran vallásosságtól áthatott, olykor csupán egyetlen versszakból álló történeteket, állatmeséket költött. Nem azonos a fiatalabb Spervogellel. Róla nevezték el a Herger-versszakot.